# 原鲸科
原鯨科（學名：Protocetidae）為鯨下目之下多支不同源的已滅絕的古鯨，化石發現於亞洲、歐洲、非洲、南美洲及北美洲。

## 描述

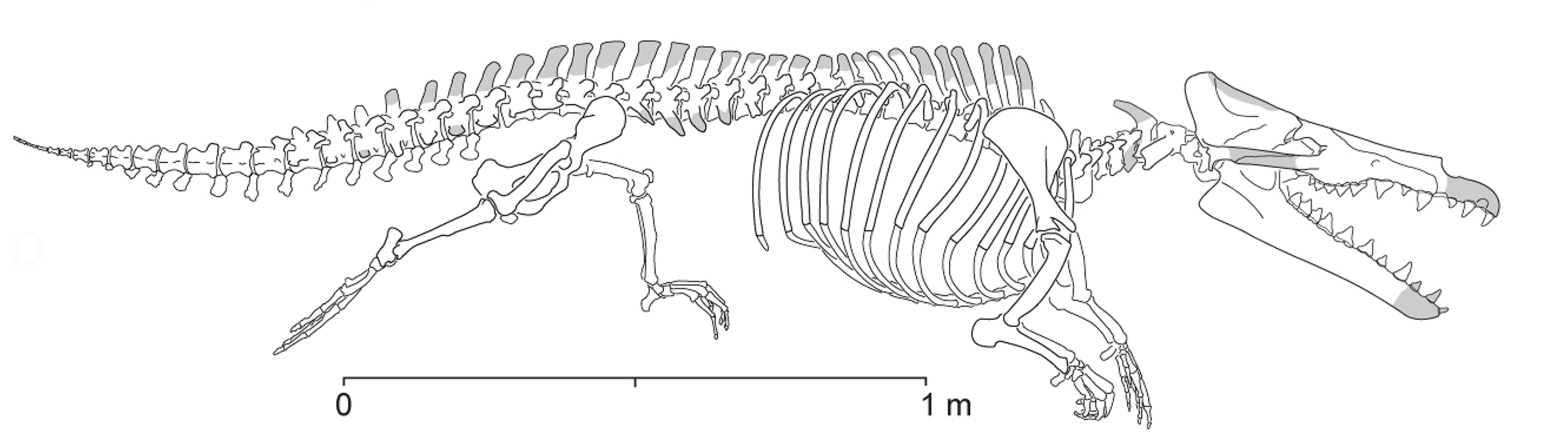
慈母鯨骨架描繪圖

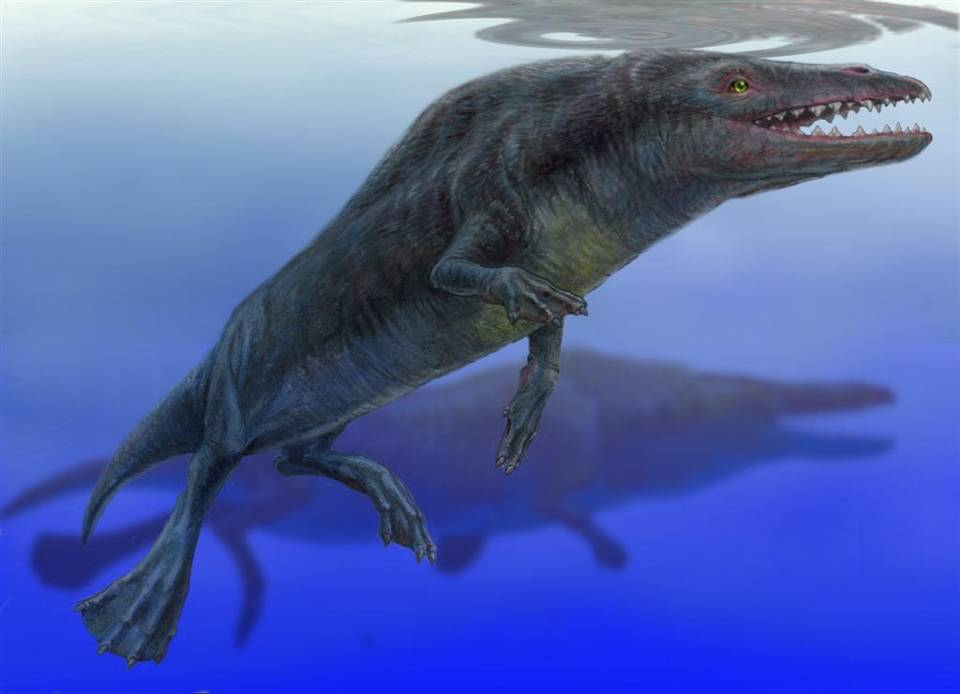
羅德侯鯨復原圖

原鯨科物種具有於陸地上支撐身體的四肢，為水陸兩棲的動物，但目前並不知道牠們是否具有與現代鯨豚一樣的尾葉，不過已知的是，牠們較其他早期的鯨魚更適應水生的生活形式。以羅德侯鯨為例，陸生哺乳動物具有骶骨，是由5塊椎骨合併而成，是骨盆帶的基部，但羅德侯鯨的骶骨則已是分節的椎骨，但仍保有薦髂關節；牠們的鼻孔不再位於口鼻部的尖端，而是逐漸朝頭頂位置後退；且牠們的趾上仍然保有和偶蹄目一樣的蹄。此外，隨著懷孕慈母鯨化石的發現，更證實了原鯨科物種具有生存於陸上的能力，該樣本中保有化石化的胎兒，以頭部朝外的形式保留，這顯示了慈母鯨仍然是於陸地上進行生產。

## 分類學

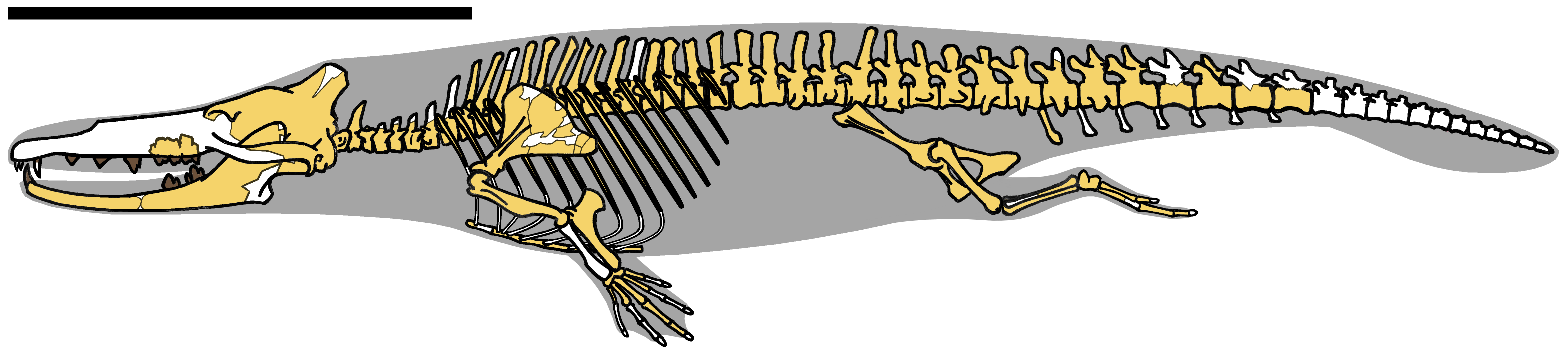
神盾鯨屬骨架描繪圖

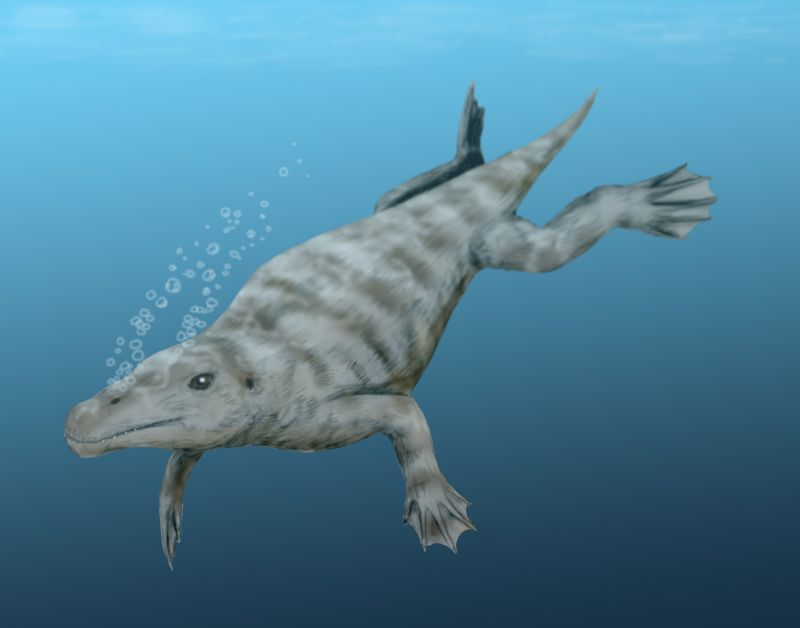
喬治亞鯨屬復原圖

原鯨科下的亞科演化支由Gingerich et al. 2005所提出，他們將瑪卡拉鯨屬至於獨立的瑪卡拉鯨亞科下，肇因於牠們獨特的特徵－前頜骨僅有兩顆門齒。其他物種則根據牠們對於水生的適應程度分為兩個亞科；
原鯨亞科－為生存於盧台特期的原鯨科物種，牠們的前頜骨具有三對門牙、頜骨具有三對臼齒，由目前已知的特徵（多半來自羅德侯鯨與旅鯨）得知，牠們具有與陸生哺乳動物類似的骨盆，與髂骨和無名骨絞接的骶骨，及適合於水中推進的強壯後肢。本亞科主要包含：
- 熊神鯨屬 Artiocetus
- 圓齒鯨屬（英语：Crenatocetus） Crenatocetus
- 帖陀帝鯨屬（英语：Dhedacetus） Dhedacetus
- 加伏特鯨屬 Gaviacetus
- 印度鯨屬（英语：Indocetus） Indocetus
- 喀羅達鯨屬（英语：Kharodacetus） Kharodacetus
- 慈母鯨屬 Maiacetus
- 原鯨屬 Protocetus
- 凱斯拉鯨屬（英语：Qaisracetus） Qaisracetus
- 羅德侯鯨屬 Rodhocetus
- 塔卡拉鯨屬（英语：Takracetus） Takracetus
- 多哥鯨屬（英语：Togocetus） Togocetus
- 旅鯨屬（英语：Peregocetus） Peregocetus

喬治亞鯨亞科－為生存於巴爾頓期的原鯨科物種，被認為是演化成龍王鯨科的過渡物種。牠們的顱骨與齒式與原鯨亞科類似，但是椎骨與無名骨之間並無絞接，且薦髂關節已退化。喬治亞鯨亞科骨盆的形式顯示牠們主要仰賴尾巴而非後肢推進，2019年所發現的神盾鯨屬更是證實了這一觀點。本亞科主要包含：
- 神盾鯨屬 Aegicetus
- 巴比亞鯨屬（英语：Babiacetus） Babiacetus
- 卡羅萊鯨屬（英语：Carolinacetus） Carolinacetus
- 喬治亞鯨屬（英语：Georgiacetus） Georgiacetus
- 那支特鯨屬（英语：Natchitochia） Natchitochia
- 帕坡氏鯨屬（英语：Pappocetus） Pappocetus
- 海王鯨屬（英语：Pontobasileus） Pontobasileus
- 圖珀洛鯨屬（英语：Tupelocetus） Tupelocetus